# سیارک ۴۱۱۰
سیارک ۴۱۱۰ (به انگلیسی: 4110 Keats، نامگذاری:1977CZ) چهار هزار و صد و دهمین سیارک کشف شده‌است که در ۱۳ فوریه ۱۹۷۷ کشف شد.
قدر مطلق سیارک برابر ۱۱٫۶۰ است.